# Ellen de Man Lapidoth
Ellen de Man Lapidoth is een Nederlandse actrice.
De Man Lapidoth studeerde Theaterwetenschappen aan de Universiteit van Amsterdam en volgde de opleiding Theaterdocent aan de Amsterdamse Hogeschool voor de Kunsten. Sinds 2001 werkte zij als regisseur en actrice in uiteenlopende projecten, zowel in opdracht als op eigen initiatief. Ze speelde bij Toneelgroep de Appel en bij jeugdtheater Stella Den Haag. Ook speelde ze in De Enclave van Willem van de Sande Bakhuyzen en had een hoofdrol in De Wereld van stilstand van Elbert van Strien uit 2005. Ook verzorgde ze een gastrol in de televisieserie Grijpstra & De Gier. Bij het grote publiek is zij vooral bekend als het gezicht van een langlopende reclamecampagne van de Postbank en later ING, samen met Jan Mulder. Sinds 2012 werkt De Man Lapidoth als partner bij een Haarlems bureau voor marketingcommunicatie en sales promotion. Ze is getrouwd en heeft drie kinderen.